# Bactrocera decurtans
Bactrocera decurtans är en tvåvingeart som först beskrevs av May 1965.  Bactrocera decurtans ingår i släktet Bactrocera och familjen borrflugor. Inga underarter finns listade.